# Amalia Eriksson
Amalia Eriksson, de soltera Lundström (Jönköping, 25 de noviembre de 1824–Gränna, 19 de enero de 1923), fue una empresaria sueca, conocida como la inventora del Polkagris, un tipo de barra de caramelo que inventó en Gränna, Suecia.

## Biografía
Amalia Eriksson era hija del herrador Jonas Lundström y Katarina Hagen Andersdotter en Jönköping. 
Su familia murió a causa del cólera cuando ella tenía diez años y se convirtió en empleada doméstica. En 1855, se trasladó a Gränna en compañía de la familia para la que trabajaba en ese momento. 
En la ciudad se casó con el sastre Anders Eriksson en 1857.

### Carrera profesional
Enviudó un año después, con una hija recién nacida. Solicitó entonces permiso al magistrado de Gränna para fabricar y vender pasteles y piedras de menta, y obtuvo su permiso en 1859. 
Amalia Eriksson se convirtió entonces en la primera persona en fabricar y vender Polkagris, un producto que se lanzó en el año de 1859.
Mantuvo en secreto la receta del Polkagris, y solo se reveló después de su muerte. Tenía varios seguidores dentro del negocio en la ciudad. Su propia tienda fue heredada por su hija Ida Eriksson, quien la dirigió hasta su propia muerte en 1945. La casa de su taller todavía está en pie, y se convirtió en un hotel en 2003.
Amalia Eriksson, así como su hija Ida, están enterradas en el cementerio de Gränna.